# Madou (Barsalogho)
Pour les articles homonymes, voir Madou.
Madou est une localité située dans le département de Barsalogho de la province du Sanmatenga dans la région Centre-Nord au Burkina Faso.

## Histoire
Le nord du département de Barsalogho connaît depuis 2015 des attaques terroristes djihadistes récurrentes entrainant des conflits entre les communautés Peulh et Mossi. À la suite du massacre de Yirgou au tout début du mois de janvier 2019, les représailles des groupes d'autodéfense Koglweogo font sept morts dans le village de Madou selon le Collectif contre l'impunité et la stigmatisation des communautés (CISC). Ces exactions entrainent l'exode de villageois de Madou vers les camps de déplacés internes de Foubé mais également de Barsalogho.

## Éducation et santé
Le centre de soins le plus proche de Madou est le centre de santé et de promotion sociale (CSPS) de Guiendbila tandis que le centre médical avec antenne chirurgicale (CMA) se trouve à Barsalogho et le centre hospitalier régional (CHR) à Kaya.
Le village poosède une école primaire publique.